# 比佛利山超級警探2：轟天雷
《比佛利山超級警探2：轟天雷》（英語：Beverly Hills Cop II）是一部1987年美國警察搭檔動作喜劇片，1984年電影《比佛利山超級警探》的續集，《比佛利山超級警探》系列電影的第二部作品。電影由東尼·史考特執導，賴瑞·弗格森和沃倫·斯卡倫編劇，艾迪·墨菲回歸主演底特律警探艾索·福里，他這回再次來到加利福尼亞州比佛利山查案，以抓出槍擊當地警監的兇手兼劫案大盜。其他主演包括賈基·雷荷、尤爾根·普洛斯諾、羅尼·考克斯、約翰·亞西頓、布里吉·尼爾森、艾倫·加菲爾德、狄恩·史達威爾與保羅·萊瑟。
本片1987年5月20日在美國上映，雖然口碑褒貶不一，且票房不如前集但仍取得成功的收入。片中的巴布·席格歌曲〈試探〉入圍奧斯卡獎和金球獎最佳原創歌曲。

## 劇情
比佛利山發生「字母大盜」引發的一連串高檔商店搶劫案，其特點是信封上印有按字母順序排列的字母組合襲擊者忘在腦後；安德魯·包高米爾警監、比利·羅斯伍警探和約翰·塔格特中士正聯手調查字母大盜的幕後黑手。使事情複雜化的是比佛利山警察局內部的新政治鬥爭，由無能、自負和辱罵的新警察局長哈洛·盧茲一心只想討好泰德·伊根市長，避免影響市長前途，盧茲不滿比利致電聯邦調查局幫助解決字母大盜案，並給包高米爾警監停職，比利和塔格特則被調到交通組。包高米爾在路邊遭字母大盜的幕後黑手——麥斯威爾·鄧特的得力助手及手下槍擊。艾索·福里聽聞此事後離開底特律，立即飛往比佛利山，協助比利和塔格特查案。
經過一連串調查，艾索、比利和塔格特得知，鄧特故意搶劫自己旗下的企業，以便為與中美洲軍火商進行的軍火交易籌資，並謹慎地利用合夥人查爾斯·甘作為其業務的代表；包高米爾因逐漸追查到案件真相而遭槍擊。
艾索藉由一名會計師的電腦發現鄧特和凱拉正計劃離開美國，之後從包高米爾的女兒珍那查出，鄧特除了其賽馬場，旗下所有業務都已取消保險，即將破產。艾索三人急忙趕往賽馬場，解開了警察局最新的謎語，認為此謎語很容易解開，目的是將甘當成字母大盜的代罪羔羊，並讓當局擺脫對鄧特的追查。凱拉在執行完賽馬場的搶案後殺死了甘。
艾索、比利和塔格特追查鄧特等人到一座油田，鄧特在此進行軍火交易。三人與在場參與交易的人發生槍戰，比利和塔格特以及隨後到來的大批警車令眾人投降；艾索則獨自追著鄧特和凱拉。當鄧特企圖開車衝撞艾索時，艾索及時槍殺了駕駛座的對方，導致車輛駛向山崖下方炸毀。凱拉企圖朝艾索開槍，但被塔格特槍殺。
盧茲局長前來譴責艾索三人，但比利和塔格特這次勇於回嘴，解釋鄧特才是真正的字母大盜。伊根市長解僱了無能的盧茲，選擇讓包高米爾成為新的警察局長。艾索將此功勞都推給了自己的長官陶德督察，與羅伍和塔格特告別後返回底特律。

## 演員
- 艾迪·墨菲飾演艾索·福里（英语：Axel Foley）警探
- 賈基·雷荷飾演比利·羅斯伍警探（Detective Billy Rosewood）
- 尤爾根·普洛斯諾（英语：Jürgen Prochnow）飾演麥斯威爾·鄧特（Maxwell Dent）
- 羅尼·考克斯（英语：Ronny Cox）飾演安德魯·包高米爾警監（Captain Andrew Bogomil）
- 約翰·亞西頓飾演約翰·塔格特中士（Sergeant John Taggart）
- 布里吉·尼爾森（英语：Brigitte Nielsen）飾演凱拉·弗萊（Karla Fry）
- 艾倫·加菲爾德（英语：Allen Garfield）飾演哈洛·盧茲局長（Chief Harold Lutz）
- 狄恩·史達威爾飾演查爾斯·甘（Charles Cain）
- 保羅·萊瑟飾演傑佛瑞·佛里曼警探（Detective Jeffrey Friedman）
- 吉爾·希爾（英语：Gil Hill）飾演道格拉斯·陶德督察（Inspector Douglas Todd）
- 吉尔伯特·戈特弗里德飾演席尼·伯恩斯坦（Sidney Bernstein）
- 愛麗絲·阿黛爾（Alice Adair）飾演珍·包高米爾（Jan Bogomil）
- 休·海夫納飾演他自己
- 羅伯特·帕斯托萊利（英语：Robert Pastorelli）飾演維尼（Vinnie）
- 小湯姆·里斯特（英语：Tommy Lister Jr.）飾演奧維斯（Orvis）

## 外部連結
- 互联网电影数据库（IMDb）上《比佛利山超級警探2：轟天雷》的资料（英文）
- Box Office Mojo上《比佛利山超級警探2：轟天雷》的資料（英文）
- 爛番茄上《比佛利山超級警探2：轟天雷》的資料（英文）
- Metacritic上《比佛利山超級警探2：轟天雷》的資料（英文）
- 美国电影学会目录上的《比佛利山超級警探2：轟天雷》（英文）